# 페라리 랜드
페라리 랜드(Ferrari Land)는 스페인 카탈루냐 타라고나도 살로우 및 빌라세카에 있는 포르트아벤투라 월드 내에 있는 테마파크이다. 13개의 어트랙션이 있다.